# 馬里蘭州學院和大學列表
以下是馬里蘭州目前运营的公立和私立高等教育机构列表。
 聯邦 
- 美國海軍學院 (United States Naval Academy)

 公立 
- 摩根州立大學 (Morgan State University)
- 陶森大學 (Towson University)
- 馬里蘭大學系統（University System of Maryland）
  - 馬里蘭大學巴爾的摩縣分校（University of Maryland, Baltimore County）
  - 馬里蘭大學學院市分校（University of Maryland, College Park）

 私立 
- 約翰霍普金斯大學（Johns Hopkins University）
- 馬里蘭羅耀拉大學 （Loyola University Maryland）
- 聖瑪麗山大學 (Mount Saint Mary's University)
- 華盛頓復臨大學 (Washington Adventist University）